# Furst Nids förbannelse
Furst Nids förbannelse (engelska: Lord Foul's Bane) är en bok i fantasygenren skriven av Stephen R. Donaldson 1977. Den gavs ut på svenska 1983 av bokförlaget Legenda. Boken är första delen i serien Krönikorna om Thomas Covenant den klentrogne. Den svenska utgåvan är översatt av Stefan Stenudd.

## Handling
Thomas Covenant är en cynisk och osympatisk före detta författare som lever ensam sedan hans fru lämnat honom och tagit med sig deras son efter att Covenant drabbats av lepra. Covenant bor på en enslig gård, Haven Farm, och är utstött och fruktad av samhället. Hans räkningar betalas anonymt och mat levereras till hans dörr eftersom invånarna i det närmaste samhället är rädda för att bli smittade av lepra om Covenant skulle behöva bege sig dit.
I ett upproriskt besök till staden för att betala sin egen telefonräkning (han ogillar att någon anonym betalar åt honom, då han blir av med alla anledningar att ge sig in till staden) träffar Covenant en gammal tiggare som intresserar sig för hans bröllopsring i vitguld och mumlar något kryptiskt och obegripligt om att Covenant ska "vara sann". Efter mötet med tiggaren blir Covenant påkörd av en polisbil och faller in i medvetslöshet. När han vaknar befinner han sig i Landet, en klassisk fantasyvärld. Han träffar den ondskefulle Driggel Klippmask som lyder under en okroppslig varelse vid namn Furst Nid föraktaren som söker att erövra Landet. Furst Nid skickar bort Covenant med ett meddelande till landets furstar i fästet Helgasten, att han kommer att erövrat Landet, och Covenant blir medvetslös igen.
Covenant vaknar på toppen av Kevinsvakt (en fingerformad stenformation med utsikt över södra delen av landet) och där möter han en flicka vid namn Lena som hjälper honom ner till marken och behandlar honom med värklera (magisk lera med läkande krafter) som botar hans spetälska. Covenant kan inte förmå sig att tro på miraklet utan vägrar att acceptera landets verklighet och förklarar det som en hallucination eller dröm under sin medvetslöshet och ger därför sig själv titeln "den Klentrogne".
När Covenant möter folket i Landet tror de att Covenant är en reinkarnation av hjälten Berek Halvhand (Covenant stämmer in på beskrivningen av hjälten, då han saknar fingrar på ena handen som resultat av att han tvingats amputera dem på grund av lepran) och Lenas mor Atiara väljer att ta honom till furstarna i Helgasten. Som en bieffekt av värkleran känner Covenant sexuell attraktion för första gången på flera år, något som gör honom vansinnig och leder till att han våldtar Lena (vilket han ångrar senare). Han vandrar med Atiara till Anderlains höjder där jordkraften, den kraft som ger värkleran dess helande egenskaper, är särskilt stark. Atira överlämnar Covenant till jätten Salthjärta Skumföljare som tar över uppdraget som hans vägvisare till Helgasten.